# Zygia biblora
Zygia biblora är en ärtväxtart som beskrevs av Maria de Lourdes Rico. Zygia biblora ingår i släktet Zygia och familjen ärtväxter. Inga underarter finns listade i Catalogue of Life.